# ガダルカナル (強襲揚陸艦)
ガダルカナル (USS Guadalcanal, LPH-7) は、アメリカ海軍の強襲揚陸艦。イオー・ジマ級強襲揚陸艦の3番艦。艦名はガダルカナル島の戦いに因む。その名を持つ艦としては2隻目。

## 艦歴
ガダルカナルは1961年9月1日にフィラデルフィア海軍造船所で起工し、1963年3月16日に第22代海兵隊司令官デヴィッド・M・シャウプ大将の夫人によって命名、進水し、1963年7月20日にデール・K・ピーターソン大佐の指揮下で就役する。
公試および艤装完了後、ガダルカナルはフィラデルフィアを出航し大西洋艦隊揚陸部隊に合流する。艦は乗艦、輸送およびヘリコプターによる攻撃を想定した新型艦艇として上陸作戦への柔軟性を提供することとなった。1963年10月23日にノーフォークを出航し、グアンタナモ湾での6週間の整調訓練後、ノースカロライナ州のオンズロー・ビーチへ向かい、12月6日に上陸訓練を行う。その後はノーフォークを拠点として大西洋艦隊において訓練および即応作戦活動を1964年2月11日まで継続した。続く2ヶ月にわたって第12揚陸戦隊 (Amphibious Squadron, PhibRon 12) の旗艦として第12海兵隊進攻部隊と共にステーションで待機し、5月26日にフィラデルフィア海軍造船所のドック入りした。その後NATO軍の南スペインでの上陸演習、オペレーション・スティール・パイクに参加するため10月7日に再び展開した。
ガダルカナルは1967年まで大西洋艦隊で活動する。1966年7月21日にガダルカナルはケープ・カナベラル沖に着水したジェミニ10号の宇宙飛行士を回収した。1969年3月13日にはバハマ沖でアポロ9号を回収した。
1987年、ペルシャ湾での機雷掃海作業中にガダルカナルはイランの機雷敷設艇アジャール (Ajar) と遭遇。艦載ヘリコプターによる攻撃と攻撃部隊の移乗によって捕獲した（アジャールは1815年以来アメリカ海軍が公海上で捕獲した2隻目の敵艦であった。もう一隻は1944年に護衛空母ガダルカナルが捕獲したU505であった。）。1991年には湾岸戦争においてイラク北部のクルド人救援活動、プロバイド・コンフォート作戦の第一陣に海兵隊員を輸送した。
ガダルカナルは1994年8月31日に退役、同日除籍され、ジェームズ・リバー予備役艦隊の一部として保管された後2005年5月19日に標的艦として沈められた。